# レリ・グリスト

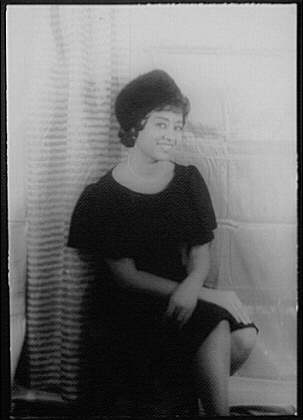
レリ・グリスト (1959)

レリ・グリスト（Reri Grist、1932年2月29日 - ）は、アメリカのソプラノ歌手。
ニューヨークの生まれ。ニューヨーク市立大学クイーンズ校で、クレア・ゲルダに声楽を師事し、1956年にオスカー・ハマースタイン2世のミュージカル『カルメン・ジョーンズ』に出演する。翌1957年、レナード・バーンスタインの『ウエスト・サイド物語』のコンスェーロ役に抜擢された。1959年にサンタ・フェ歌劇場でオペラ歌手としてデビューを飾り、1960年にはケルン歌劇場でモーツァルトの『魔笛』の夜の女王役で当たりを取った。1961年から1964年までチューリヒ歌劇場に出演し、1962年からはコヴェント・ガーデン王立歌劇場、1963年からウィーン国立歌劇場とサンフランシスコ・オペラ、1964年からザルツブルク音楽祭に出演した。1966年にはメトロポリタン歌劇場に登場している。1991年にネーデルランド・オペラへの出演をもってオペラから引退した。